# Tentación (telenovela)
Tentación é uma telenovela chilena, escrita por Sebastián Arrau, dirigida e produzida por Herval Abreu, transmitida pelo Canal 13 entre 6 de setembro de 2004 a 9 de fevereiro de 2005 em 110 capítulos.
É protagonizada por um elenco encabeçado por Héctor Noguera, Sigrid Alegria, Felipe Braun e Mariana Loyola. Acompanhados por Liliana Ross, Cristián Campos, Maricarmen Arrigorriaga, María Esquerdo, Esperança Silva, Diego Muñoz, Claudia Burr, María José Prieto, Carolina Varleta, Katty Kowaleczko, entre outros. Conta com o regresso à televisão de Patricia Guzmán e a atuação antagónica de Paulina Urrutia.         
Seus temas centrais eram as relações tormentosas, o amor sem idade e a vingança. Outros temas tocados foram a infidelidad, os casais desgastados, a obsesión e o valor da família. Durante a exibição de Tentación apareceram mais personagens e a trama teve vuelcos inesperados o que a confirmou -apesar da sintonia- como o melhor guion de teleserie de 2004.[carece de fontes?]

## Sinopse
A história narra as aventuras de prima-las Domínguez, que se vêem seduzidas por Gabriel Ortiz  (Felipe Braun), quem só queria uma revanche, pois sua jovem noiva Bárbara Urrutia (Sigrid Alegria) o deixou para se envolver com Julián Domínguez (Héctor Noguera), avô das jovens primas. No entanto, o afán de vingança de Gabriel não só era por Bárbara, sina que por um facto de seu passado que o envolve com Julián. Estas belas amazonas irão cedendo a seus encantos e pouco a pouco, uma delas, Camila Risopatrón Domínguez (Mariana Loyola), irá se apaixonando perdidamente dele sem suspeitar o afán de vingança de seu amor impossível.
Outra história paralela, conta a vida de uma das filhas de Julián, Antonia Domínguez (Maricarmen Arrigorriaga), a qual está casada faz mais de 30 anos com Guillermo García (Alex Zisis), um psicólogo prestigioso com o qual têm formado a família perfeita com suas duas filhas, Matilde (Claudia Burr) e Ana María (Carolina Varleta), no entanto, agora reaparece um antigo amor desta mulher, Gonzalo Cifuentes (Alejandro Castillo); o qual está de casal com outra das filhas de Julián, Regina Domínguez (Esperança Silva), também resulta ser o pai de sua filha maior Matilde. Gonzalo é chefe de Matilde, e pouco a pouco ela irá vendo nele a uma potencial casal perfeito, o qual ver-se-á truncado por sua mãe Antonia, a qual impedirá sua relação lhe contando a verdade a Gonzalo sobre sua paternidade. Além disso, Santiago "Chago" Cifuentes (Matías González), filho de Gonzalo deixa grávida à irmã menor de Matilde, Ana María, a qual permanece agoniada e procura desesperadamente uma solução, inclusive, aceitar a Ramón Urrutia (Nicolás Poblete) como pai para o bebé que espera, repetindo a história de Antonia.
Além deles, também estão os Donoso Domínguez, dentro dos quais, o casal de Marcos Donoso (Cristián Campos), Valeria Domínguez (María Esquerdo), outra filha de Julián, e seus três filhos, Tania (María José Prieto), Cecilia (Aranzazú Yankovic) e Nicolás (César Sepúlveda), se viu desgastado em todo o âmbito, e Marcos cai tentado ante sua nova assistente, Paula Sandoval (Katty Kowaleczko), a qual consegue o seduzir e que finalmente Valeria se inteire da verdade. Isto avaria a todo o clã Donoso Domínguez e de passagem, Marcos decide se ir com Paula, se inteirando após que Paula sofre uma grave doença: cancro. Além disto, uma das filhas dos Donoso Domínguez, Cecilia (Aranzazu Yankovic), se casou com um jovem italiano, Angelo Bispontti (Daniel Alcaíno) o qual deseja ter família, mas ela não quer, o qual gerará conflitos sérios.
Por outro lado, Gabriel sustentará uma tormentosa relação com Dominga (Paulina Urrutia), uma inteligente mulher que se deixou seduzir por este e deixou tudo de lado por estar junto a ele, inclusive a seu noivo, e converter-se-á em seu assistente pessoal.
Assim, todas estas histórias, entre outras, irão tecendo uma rede de conflitos, dramas, amores, mas sobretudo, tentaciones.

## Elenco
- Héctor Noguera como Julián Domínguez.
- Sigrid Alegria como Bárbara Urrutia.
- Felipe Braun como Gabriel Ortiz / Diego Sánchez.
- Mariana Loyola como Camila Risopatrón.
- Diego Muñoz como Vicente Urrutia.
- Liliana Ross como Sofía Stewart.
- Cristián Campos como Marcos Donoso.
- Maricarmen Arrigorriaga como Antonia Domínguez.
- María Esquerdo como Valeria Domínguez.
- Esperança Silva como Regina Domínguez.
- Claudia Burr como Matilde García.
- María José Prieto como Tania Donoso.
- Carolina Varleta como Ana Maria García.
- Alex Zisis como Guillermo García.
- Alejandro Castillo como Gonzalo Cifuentes.
- Katty Kowaleczko como Paula Sandoval.
- Rodrigo Bastidas como Renato Miranda.
- Paulina Urrutia como Dominga Jiménez.
- Daniel Alcaíno como Angelo Bispontti.
- Berta Lasala como Giovanna Garino.
- Nicolás Saavedra como Enzo Bispontti.
- Aranzazú Yankovic como Cecilia Donoso.
- Carlos Díaz como Flavio Torres.
- Aníbal Reyna como Pietro Bispontti.
- Glória Laso como Elena Canais.
- Pedro Villagra como Claudio Urrutia.
- Marcela Medel como Milagres Yáñez.
- Teresa Munchmeyer como Rosario "Charo" Cabelos.
- Paula Valdivieso como Susana Donoso.
- Catherine Mazoyer como Rafaella Bispontti.
- Romeo Singer como Victor Hugo Infante.
- Catalina Olcay como Esperança Yáñez.
- Sergio Silva como Arturo "Tuto" Figueroa.
- César Sepúlveda como Nicolás Donoso.
- Nicolás Poblete como Ramón Urrutia.
- Matias González como Santiago "Chago" Cifuentes.
- José Jiménez como Martín Urrutia.
- Simone González como Javiera Donoso.

## Participações
- Arnaldo Berríos como Segundo Sánchez.
- Patricia Guzmán como Manuela Cueto.
- Willy Semler como Bruno Alcázar.
- Alejandro Trejo como Rafael Santelices.
- Juan Pablo Bastidas como Osciel do Canto.
- Aldo Bernales como Fito Mora.
- Sergio Gajardo como Gacitúa.
- Yamén Salazar como Eduardo.
- Marcial Edwards como Juan Pablo.
- Gonzalo Valenzuela como Gabriel Ortiz.
- Vanessa Miller como Sofía Stewart (Jovem).
- Antonella Rios como uma cantora do bar.

## Audiência
| Horário | # Eps. | Estréia               | Estréia          | Final                  | Final           | Posição | Temporada   | Meio |
| Horário | # Eps. | Data                  | Primero capítulo | Data                   | Último capítulo | Posição | Temporada   | Meio |
| ------- | ------ | --------------------- | ---------------- | ---------------------- | --------------- | ------- | ----------- | ---- |
| 20:00   | 110    | 6 de setembro de 2004 | 23,0             | 9 de fevereiro de 2005 | 21,1            | 2       | 2004 - 2005 | 17,9 |

## Trilha sonora
- Javiera Parra - Tú eres mi tentación
- Franco de Vita - Tú de qué vas
- Miguel Bosé - Vagabundo
- A Orelha de Vão Gogh - La paz de tus ojos
- Ricardo Montaner - Yo puedo hacer
- Obie Bermúdez - Me cansé de ti
- Pandora  - Todo se derrumbó
- Jorge Drexler - Fusión
- Pablo Herrera - No sé qué hacer con ella
- Álex Ubago - Dame tu aire
- Magdalena Matthey - Volantín de fuego
- Gianluca Grignani - Mi historia entre tus dedos
- Yahir - Si te encontrara tras cien años
- Julieta Venegas - Algo está cambiando
- Alejandro Lerner - Después de ti
- Luis Fonsi - Por ti podría morir
- Belinda - Princesa
- Aleks Syntek & Ana Torroja - Duele el amor
- Alexandre Pires - Quitémonos la ropa
- Manuel Mijares - Besar tu boca
- Carlos Vives - Como tú

## Transmissão internacional
- Estados Unidos: Latinoamérica Televisión.
- Ecuador: TC Televisión.
- Panamá: TVN Panamá.